# Aliette de Maillé
 (août 2015).
Si vous disposez d'ouvrages ou d'articles de référence ou si vous connaissez des sites web de qualité traitant du thème abordé ici, merci de compléter l'article en donnant les références utiles à sa vérifiabilité et en les liant à la section « Notes et références ».
Aliette de Maillé de La Tour-Landry, née Louise Marie Geneviève de Rohan-Chabot à Compiègne (Oise) le 3 janvier 1896 et morte à Paris 7e le 19 novembre 1972, est une historienne d'art et archéologue française spécialisée dans les édifices religieux auxquels elle consacra une bonne partie de sa vie. Elle repose aujourd'hui aux côtés de ses proches dans la chapelle funéraire des Rohan-Chabot à Taverny dans le Val-d'Oise.

## Biographie

### Sa famille
Elle est le premier enfant du comte Gérard de Rohan-Chabot (1870-1964) et de Cécile Aubry-Vitet (1875-1934). 
Son père était issu d'une lignée d'aristocrates dont les origines remontent aux rois de Bretagne.
Les parents de sa mère sont Eugène Aubry-Vitet, historien et ami de Prosper Mérimée, et Valentine Darblay, issue de riches industriels propriétaires de la papeterie Darblay à Corbeil-Essonnes.
Son frère Gilbert naît le 13 janvier 1897.
Elle épouse le 3 mars 1917, Jacquelin de Maillé de La Tour-Landry et porte le titre de marquise de Maillé.
Mobilisés lors de la Première Guerre mondiale, son frère et son époux meurent en juillet 1918 à 11 jours d'intervalle.
Jeune veuve de 22 ans, elle élève seule sa fille unique Claire-Clémence née le 23 septembre 1918 sans connaître son père. Le 30 juin 1939 à Paris, Claire Clémence de Maillé devient princesse de Polignac par son mariage avec Louis Charles Marie Henri de Polignac (1909-1996). Ils divorcent le 2 décembre 1942.
Le 1er avril 1970, sa fille meurt sans postérité victime d'un cancer.
Sans descendance directe, elle décide de léguer le domaine du château de La Motte-Tilly au Centre des monuments nationaux avec la volonté expresse que le château soit visité, ce qui est le cas depuis 1978.
La marquise de Maillé est descendante de Pierre Terray, frère de l'abbé Joseph-Marie Terray, par sa grand-mère paternelle, née Jeanne Terray. L'abbé Terray fut le premier propriétaire du château de La Motte-Tilly dont il commandita les travaux en 1754 ; la marquise Aliette de Maillé en fut la dernière propriétaire jusque sa mort en 1972.
Elle est l'arrière-petite nièce de Ludovic Vitet, archéologue. Cette filiation peut éclairer en partie la naissance de sa passion pour l'histoire de l'art, l'archéologie et la préservation du patrimoine.

### Son éducation
Au cours de sa jeunesse, elle s'imprègne du bouillonnement intellectuel de la droite conservatrice : ses parents, le comte et la comtesse de Rohan-Chabot, adhérents à l'Action française, tiennent un salon où se rendent Charles Maurras, Léon Daudet, Abel Bonnard, Jacques Bainville, etc. etc., et où l'on débat politique, littérature, musique.

### Son œuvre

#### Restauration et décoration du château de La Motte-Tilly
Elle consacra beaucoup de temps à la restauration et au réaménagement du château familial de La Motte-Tilly (Aube). Grâce à ses soins vigilants, les visiteurs peuvent aujourd'hui découvrir un château entièrement décoré et meublé avec du mobilier du XVIIIe siècle.

#### Archéologue et militante dans l'association La Sauvegarde de l'art français

##### L'archéologue
Elle est cofondatrice, le 9 décembre 1921, avec son cousin, le duc Édouard de Trévise (1883-1946), de l'association La Sauvegarde de l'art français dont elle assure la vice-présidence en 1921 et la présidence dès 1946. cette association a pour but d'apporter une aide financière à la restauration d'églises rurales non classées monuments historiques et antérieures à 1800.
Soutenue par l'historien de l'architecture Marcel Aubert, elle entre comme membre d'honneur dans la Société française d'archéologie.
Autodidacte, elle est une précurseur, d'abord dans un milieu très majoritairement masculin à son époque, ensuite comme spécialiste de l'art pré-roman, style architectural circonscrit dans le Haut-Moyen Âge, qui n'était que très peu exploré durant l'Entre-Deux Guerres. Elle laisse une œuvre moderne dans sa démarche méthodologique.

##### La militante
Parallèlement à ses recherches d'historienne-archéologue, la marquise de Maillé, va, au sein de l'association La Sauvegarde de l'art français, mener une action de sensibilisation du public :
1) en créant  des comités de souscription. Pour faire face à un vandalisme urbain qui sévit dans les années 1930, la Sauvegarde de l'Art Français s'associe à d'autres associations telles que le Touring Club et la Ligue rurale de Jean Giraudoux ;
2) en lançant des appels publics à la souscription, soit par l'édition de timbres à l'image d'églises en ruine, soit en écrivant des articles dans les journaux locaux qui alertent le public.

## Publications
- L'église de Donnemarie-en-Montois - Paris, Société générale d'imprimerie et d'édition (1928)
- L'église cistercienne de Preuilly (Seine-et-Marne) - Paris, Société générale d'imprimerie et d'édition (1930)
- Provins, les monuments religieux - Paris, Les Éditions d'art et d'histoire (1939)
- Abbayes cisterciennes, photographies - Paris, Éditions Tel (1943)
- L'architecture cistercienne en France - Paris, Les Éditions d'art et d'histoire (1947)
- Vincent d'Agen et Saint Vincent de Saragosse; étude de la "Passio S. Vincentii martyris." - Melun, Librairie d'Argences (1949)
- Recherches sur les origines chrétiennes de Bordeaux - Paris, A. & J. Picard (1960)

- Prix Gobert 1960 et 1961 de l’Académie des inscriptions et belles-lettres
- Les cryptes de Jouarre - Paris, A. & J. Picard (1971).